# ستراد بينك للسيدات 2020
ستراد بينك للسيدات 2020 هو سباق دراجات هوائية، وهو الموسم رقم 6 من السباق، وأقيم في 1 أغسطس 2020، وامتدّ لمسافة 136 كيلومتر، وهو أحد سباقات طواف العالم للدراجات للسيدات 2020، وقد شارك في السباق  122 متسابقاً ووصل إلى نهايته  45 متسابقاً.
فاز فيه بالمركز الأول  أنيميك فان فليوتن، وبالمركز الثاني  مارغريتا فيكتوريا غارسيا، وبالمركز الثالث  ليا توماس.

## الفرق
| فرق سيدات عالمية (8)- يو أي أيه تيم ‏ - كانيون إس آر إيه إم راسينغ 2020 ‏ - ليف ريسينغ ‏ - FDJ–Suez ‏ - Liv AlUla Jayco ‏ - موفيستار للسيدات ‏ - فريق سنويب للسيدات 2020 ‏ - Lidl–Trek (women's team) ‏ فرق دراجات قارية سيدات (15)- Aromitalia–Basso Bikes–Vaiano ‏ - أيه آر مونكس برو سيكلينج للسيدات ‏ - بيبينك 2020 ‏ - Équipe Paule Ka ‏ - إس دي وركس ‏ - Ceratizit Pro Cycling ‏ - فريق كوجياس ميتلر لوك برو للدراجات 2020 ‏ - Isolmant–Premac–Vittoria ‏ - لوتو سودال للسيدات 2020 ‏ - باركهوتل فالكنبورغ 2020 ‏ - رالي 2020 ‏ - Servetto–Makhymo–Beltrami TSA ‏ - EF Education–Tibco–SVB ‏ - توب قيرلز فسى برتولو 2020 ‏ - فالكار ترافل آند سيرفس 2020 ‏ |  |
| |  |

## المشاركون
| Liv AlUla Jayco ‏ MTS | Liv AlUla Jayco ‏ MTS     | Liv AlUla Jayco ‏ MTS |
| -------------------- | ------------------------ | -------------------- |
| م                    | عداء                     | مرتبة                |
| 1                    | أنيميك فان فليوتن (طريق) | 1                    |
| 2                    | جيسيكا ألين              | لم يكمل السباق       |
| 3                    | لوسي كينيدي              | 43                   |
| 4                    | أماندا سبرات             | 13                   |
| 5                    | Moniek Tenniglo ‏         | لم يكمل السباق       |
| 6                    | جورجيا وليامز            | لم يكمل السباق       |

| يو أي أيه تيم ‏ ALE | يو أي أيه تيم ‏ ALE       | يو أي أيه تيم ‏ ALE |
| ------------------ | ------------------------ | ------------------ |
| م                  | عداء                     | مرتبة              |
| 11                 | مارتا باستيانيلي (طريق)  | 10                 |
| 12                 | يوجينة بوجاك (طريق)      | 14                 |
| 13                 | مارغريتا فيكتوريا غارسيا | 2                  |
| 14                 | تاتيانا جوديرزو          | 32                 |
| 15                 | Anna Trevisi ‏            | لم يكمل السباق     |
| 16                 | Eri Yonamine ‏ (طريق)     | لم يكمل السباق     |

| Aromitalia–Basso Bikes–Vaiano ‏ VAI | Aromitalia–Basso Bikes–Vaiano ‏ VAI | Aromitalia–Basso Bikes–Vaiano ‏ VAI |
| ---------------------------------- | ---------------------------------- | ---------------------------------- |
| م                                  | عداء                               | مرتبة                              |
| 21                                 | راسا ليليفيتو                      | 11                                 |
| 22                                 | Letizia Borghesi ‏                  | 31                                 |
| 23                                 | Angelica Brogi ‏                    | لم يكمل السباق                     |
| 24                                 | Anastasia Carbonari ‏               | لم يكمل السباق                     |
| 25                                 | Carmela Cipriani ‏                  | لم يكمل السباق                     |
| 26                                 | Sofia Collinelli ‏                  | لم يكمل السباق                     |

| أيه آر مونكس برو سيكلينج للسيدات ‏ ASA | أيه آر مونكس برو سيكلينج للسيدات ‏ ASA | أيه آر مونكس برو سيكلينج للسيدات ‏ ASA |
| ------------------------------------- | ------------------------------------- | ------------------------------------- |
| م                                     | عداء                                  | مرتبة                                 |
| 31                                    | Maryna Ivaniuk ‏                       | لم يكمل السباق                        |
| 33                                    | Francesca Pattaro ‏                    | لم يكمل السباق                        |
| 34                                    | Katia Ragusa ‏                         | 21                                    |
| 35                                    | Olga Shekel ‏ (طريق)                   | لم يكمل السباق                        |

| بيبينك ‏ BPK | بيبينك ‏ BPK         | بيبينك ‏ BPK    |
| ----------- | ------------------- | -------------- |
| م           | عداء                | مرتبة          |
| 41          | Vania Canvelli ‏     | 23             |
| 42          | Giorgia Catarzi ‏    | 45             |
| 43          | Markéta Hájková ‏    | لم يكمل السباق |
| 44          | Valentina Landuzzi ‏ | لم يكمل السباق |
| 45          | ميليسا فان نيك ‏     | لم يكمل السباق |
| 46          | Silvia Zanardi ‏     | لم يكمل السباق |

| إس دي وركس ‏ DLT | إس دي وركس ‏ DLT             | إس دي وركس ‏ DLT |
| --------------- | --------------------------- | --------------- |
| م               | عداء                        | مرتبة           |
| 51              | أنا فان دير بريغين          | 4               |
| 52              | إيفا بورمان                 | لم يكمل السباق  |
| 53              | كارول آن كانويل (طريق)      | 9               |
| 54              | Lonneke Uneken ‏             | لم يكمل السباق  |
| 55              | كريستين ماجروس (طريق)       | لم يكمل السباق  |
| 56              | Chantal van den Broek-Blaak | 29              |

| كانيون–إس آر إيه إم ‏ CSR | كانيون–إس آر إيه إم ‏ CSR | كانيون–إس آر إيه إم ‏ CSR |
| ------------------------ | ------------------------ | ------------------------ |
| م                        | عداء                     | مرتبة                    |
| 61                       | ألينا أمياليوسيك         | 28                       |
| 62                       | هانا بارنز               | 39                       |
| 63                       | إيلينا سيتشيني           | لم يكمل السباق           |
| 64                       | إيلا هاريس               | لم يبدأ                  |
| 65                       | كاتارزينا نيفيادوما      | لم يكمل السباق           |
| 66                       | Omer Shapira ‏ (طريق)     | 19                       |

| ليف ريسينغ ‏ CCC | ليف ريسينغ ‏ CCC    | ليف ريسينغ ‏ CCC |
| --------------- | ------------------ | --------------- |
| م               | عداء               | مرتبة           |
| 71              | ماريان فوس         | 6               |
| 72              | صوفيا بيرتيزولو    | لم يكمل السباق  |
| 73              | Jeanne Korevaar ‏   | 41              |
| 74              | آشلي مولمان (طريق) | لم يبدأ         |
| 75              | ثريا بالادين       | 35              |
| 76              | Sabrina Stultiens ‏ | 18              |

| Ceratizit Pro Cycling ‏ WNT | Ceratizit Pro Cycling ‏ WNT | Ceratizit Pro Cycling ‏ WNT |
| -------------------------- | -------------------------- | -------------------------- |
| م                          | عداء                       | مرتبة                      |
| 81                         | إيريكا ماجندي              | لم يكمل السباق             |
| 82                         | ليزا برينور (طريق)         | 8                          |
| 83                         | ماريا جوليا كونفالونيري    | 22                         |
| 84                         | Sarah Rijkes ‏              | لم يكمل السباق             |
| 85                         | أني سانستيبان              | 15                         |
| 86                         | Lea Lin Teutenberg ‏        | لم يكمل السباق             |

| فريق كوجياس ميتلر لوك برو للدراجات ‏ CGS | فريق كوجياس ميتلر لوك برو للدراجات ‏ CGS | فريق كوجياس ميتلر لوك برو للدراجات ‏ CGS |
| --------------------------------------- | --------------------------------------- | --------------------------------------- |
| م                                       | عداء                                    | مرتبة                                   |
| 91                                      | Annabel Fisher ‏                         | لم يكمل السباق                          |
| 92                                      | Katharina Hechler ‏                      | لم يكمل السباق                          |
| 93                                      | Lara Krähemann ‏                         | لم يكمل السباق                          |
| 96                                      | Noemi Rüegg ‏                            | لم يكمل السباق                          |

| Équipe Paule Ka ‏ EPK | Équipe Paule Ka ‏ EPK | Équipe Paule Ka ‏ EPK |
| -------------------- | -------------------- | -------------------- |
| م                    | عداء                 | مرتبة                |
| 101                  | Elizabeth Banks      | 40                   |
| 102                  | Elise Chabbey ‏       | 26                   |
| 103                  | Niamh Fisher-Black ‏  | لم يكمل السباق       |
| 104                  | كلارا كوبينبرج       | لم يبدأ              |
| 105                  | Mikayla Harvey ‏      | 12                   |
| 106                  | ليا توماس            | 3                    |

| Isolmant–Premac–Vittoria ‏ SBT | Isolmant–Premac–Vittoria ‏ SBT | Isolmant–Premac–Vittoria ‏ SBT |
| ----------------------------- | ----------------------------- | ----------------------------- |
| م                             | عداء                          | مرتبة                         |
| 111                           | Alice Gasparini ‏              | لم يكمل السباق                |
| 112                           | Francesca Pisciali ‏           | لم يكمل السباق                |
| 113                           | Beatrice Rossato ‏             | لم يكمل السباق                |
| 114                           | Arianna Sessi ‏                | لم يكمل السباق                |
| 115                           | Lina Svarinska ‏               | لم يكمل السباق                |

| FDJ–Suez ‏ FDJ | FDJ–Suez ‏ FDJ       | FDJ–Suez ‏ FDJ  |
| ------------- | ------------------- | -------------- |
| م             | عداء                | مرتبة          |
| 121           | سيسيلي أوتوب لودفيغ | 7              |
| 122           | برودي شابمان        | 30             |
| 123           | أوجيني دوفال        | لم يكمل السباق |
| 124           | إميليا فهلين        | لم يكمل السباق |
| 125           | Stine Borgli ‏       | لم يكمل السباق |
| 126           | Évita Muzic ‏        | 44             |

| لوتو بيليسول للسيدات ‏ LSL | لوتو بيليسول للسيدات ‏ LSL | لوتو بيليسول للسيدات ‏ LSL |
| ------------------------- | ------------------------- | ------------------------- |
| م                         | عداء                      | مرتبة                     |
| 131                       | Arianna Fidanza ‏          | لم يكمل السباق            |
| 132                       | Teuntje Beekhuis ‏         | لم يكمل السباق            |
| 133                       | Dani Christmas ‏           | لم يكمل السباق            |
| 134                       | Lone Meertens ‏            | لم يكمل السباق            |
| 135                       | Abby-Mae Parkinson ‏       | لم يكمل السباق            |
| 136                       | Julie Van de Velde ‏       | 24                        |

| موفيستار للسيدات ‏ MOV | موفيستار للسيدات ‏ MOV         | موفيستار للسيدات ‏ MOV |
| --------------------- | ----------------------------- | --------------------- |
| م                     | عداء                          | مرتبة                 |
| 141                   | Jelena Erić (cyclist) ‏ (طريق) | لم يكمل السباق        |
| 142                   | أليسيا غونزاليس بلانكو        | لم يكمل السباق        |
| 143                   | إيدر ميرينو كورتازار          | 25                    |
| 144                   | Lourdes Oyarbide ‏ (طريق)      | لم يكمل السباق        |
| 145                   | Paula Patiño ‏                 | لم يكمل السباق        |
| 146                   | Alba Teruel Ribes ‏            | لم يكمل السباق        |

| باركهوتل فالكنبورغ ‏ PHV | باركهوتل فالكنبورغ ‏ PHV | باركهوتل فالكنبورغ ‏ PHV |
| ----------------------- | ----------------------- | ----------------------- |
| م                       | عداء                    | مرتبة                   |
| 151                     | ديمي فوليرينغ           | 20                      |
| 152                     | Nina Buijsman ‏          | لم يكمل السباق          |
| 153                     | رومي كاسبر              | لم يكمل السباق          |
| 154                     | أنوسكا كوستر            | لم يكمل السباق          |
| 155                     | Karlijn Swinkels ‏       | لم يكمل السباق          |
| 156                     | Nancy van der Burg ‏     | لم يكمل السباق          |

| Servetto–Makhymo–Beltrami TSA ‏ SER | Servetto–Makhymo–Beltrami TSA ‏ SER | Servetto–Makhymo–Beltrami TSA ‏ SER |
| ---------------------------------- | ---------------------------------- | ---------------------------------- |
| م                                  | عداء                               | مرتبة                              |
| 161                                | Anna Potokina ‏                     | لم يكمل السباق                     |
| 162                                | Francesca Baroni ‏                  | لم يكمل السباق                     |
| 163                                | Sara Casasola ‏                     | لم يكمل السباق                     |
| 164                                | Kseniya Dobrynina ‏                 | لم يكمل السباق                     |
| 165                                | Rosalia Ortiz‏                      | لم يكمل السباق                     |
| 166                                | Elis Simeoni‏                       | لم يكمل السباق                     |

| فريق سنويب للسيدات ‏ SUN | فريق سنويب للسيدات ‏ SUN | فريق سنويب للسيدات ‏ SUN |
| ----------------------- | ----------------------- | ----------------------- |
| م                       | عداء                    | مرتبة                   |
| 171                     | ليا كيرشمان             | لم يكمل السباق          |
| 172                     | فرانشيسكا كوش ‏          | 38                      |
| 173                     | جولييت لابوس            | لم يكمل السباق          |
| 174                     | ليان ليبرت              | 16                      |
| 175                     | فلورتجي ماكايج          | لم يكمل السباق          |
| 176                     | Coryn Rivera            | لم يكمل السباق          |

| EF Education–Tibco–SVB ‏ TIB | EF Education–Tibco–SVB ‏ TIB | EF Education–Tibco–SVB ‏ TIB |
| --------------------------- | --------------------------- | --------------------------- |
| م                           | عداء                        | مرتبة                       |
| 181                         | Diana Peñuela ‏              | 27                          |
| 183                         | ليا ديكسون ‏                 | لم يكمل السباق              |
| 185                         | نينا كيسلر                  | لم يكمل السباق              |
| 186                         | لورين ستيفنز                | 42                          |

| توب قيرلز فسى برتولو ‏ TOP | توب قيرلز فسى برتولو ‏ TOP | توب قيرلز فسى برتولو ‏ TOP |
| ------------------------- | ------------------------- | ------------------------- |
| م                         | عداء                      | مرتبة                     |
| 191                       | Giorgia Bariani ‏          | لم يكمل السباق            |
| 192                       | Greta Marturano ‏          | لم يكمل السباق            |
| 193                       | Gaia Masetti ‏             | لم يكمل السباق            |
| 194                       | Debora Silvestri ‏         | لم يكمل السباق            |
| 195                       | Laura Tomasi ‏             | لم يكمل السباق            |
| 196                       | Giorgia Vettorello ‏       | لم يكمل السباق            |

| Lidl–Trek (women's team) ‏ TFS | Lidl–Trek (women's team) ‏ TFS | Lidl–Trek (women's team) ‏ TFS |
| ----------------------------- | ----------------------------- | ----------------------------- |
| م                             | عداء                          | مرتبة                         |
| 201                           | لوسيندا براند                 | لم يكمل السباق                |
| 202                           | Lizzie Deignan                | 37                            |
| 203                           | إليسا ونغو بورغيني            | 5                             |
| 204                           | Ellen van Dijk                | 17                            |
| 205                           | تايلر وايلز                   | لم يكمل السباق                |
| 206                           | روث ويندر (طريق)              | لم يكمل السباق                |

| فالكار سيلانس ‏ VAL | فالكار سيلانس ‏ VAL | فالكار سيلانس ‏ VAL |
| ------------------ | ------------------ | ------------------ |
| م                  | عداء               | مرتبة              |
| 211                | إليسا بالسامو      | 33                 |
| 212                | Teniel Campbell ‏   | لم يكمل السباق     |
| 213                | مارتا كافالي       | لم يكمل السباق     |
| 214                | Silvia Persico ‏    | لم يكمل السباق     |
| 215                | إيلينا بيروني      | 36                 |
| 216                | Ilaria Sanguineti ‏ | 34                 |

| Liv AlUla Jayco ‏ MTS | Liv AlUla Jayco ‏ MTS     | Liv AlUla Jayco ‏ MTS |
| -------------------- | ------------------------ | -------------------- |
| م                    | عداء                     | مرتبة                |
| 1                    | أنيميك فان فليوتن (طريق) | 1                    |
| 2                    | جيسيكا ألين              | لم يكمل السباق       |
| 3                    | لوسي كينيدي              | 43                   |
| 4                    | أماندا سبرات             | 13                   |
| 5                    | Moniek Tenniglo ‏         | لم يكمل السباق       |
| 6                    | جورجيا وليامز            | لم يكمل السباق       |

| يو أي أيه تيم ‏ ALE | يو أي أيه تيم ‏ ALE       | يو أي أيه تيم ‏ ALE |
| ------------------ | ------------------------ | ------------------ |
| م                  | عداء                     | مرتبة              |
| 11                 | مارتا باستيانيلي (طريق)  | 10                 |
| 12                 | يوجينة بوجاك (طريق)      | 14                 |
| 13                 | مارغريتا فيكتوريا غارسيا | 2                  |
| 14                 | تاتيانا جوديرزو          | 32                 |
| 15                 | Anna Trevisi ‏            | لم يكمل السباق     |
| 16                 | Eri Yonamine ‏ (طريق)     | لم يكمل السباق     |

| Aromitalia–Basso Bikes–Vaiano ‏ VAI | Aromitalia–Basso Bikes–Vaiano ‏ VAI | Aromitalia–Basso Bikes–Vaiano ‏ VAI |
| ---------------------------------- | ---------------------------------- | ---------------------------------- |
| م                                  | عداء                               | مرتبة                              |
| 21                                 | راسا ليليفيتو                      | 11                                 |
| 22                                 | Letizia Borghesi ‏                  | 31                                 |
| 23                                 | Angelica Brogi ‏                    | لم يكمل السباق                     |
| 24                                 | Anastasia Carbonari ‏               | لم يكمل السباق                     |
| 25                                 | Carmela Cipriani ‏                  | لم يكمل السباق                     |
| 26                                 | Sofia Collinelli ‏                  | لم يكمل السباق                     |

| أيه آر مونكس برو سيكلينج للسيدات ‏ ASA | أيه آر مونكس برو سيكلينج للسيدات ‏ ASA | أيه آر مونكس برو سيكلينج للسيدات ‏ ASA |
| ------------------------------------- | ------------------------------------- | ------------------------------------- |
| م                                     | عداء                                  | مرتبة                                 |
| 31                                    | Maryna Ivaniuk ‏                       | لم يكمل السباق                        |
| 33                                    | Francesca Pattaro ‏                    | لم يكمل السباق                        |
| 34                                    | Katia Ragusa ‏                         | 21                                    |
| 35                                    | Olga Shekel ‏ (طريق)                   | لم يكمل السباق                        |

| بيبينك ‏ BPK | بيبينك ‏ BPK         | بيبينك ‏ BPK    |
| ----------- | ------------------- | -------------- |
| م           | عداء                | مرتبة          |
| 41          | Vania Canvelli ‏     | 23             |
| 42          | Giorgia Catarzi ‏    | 45             |
| 43          | Markéta Hájková ‏    | لم يكمل السباق |
| 44          | Valentina Landuzzi ‏ | لم يكمل السباق |
| 45          | ميليسا فان نيك ‏     | لم يكمل السباق |
| 46          | Silvia Zanardi ‏     | لم يكمل السباق |

| إس دي وركس ‏ DLT | إس دي وركس ‏ DLT             | إس دي وركس ‏ DLT |
| --------------- | --------------------------- | --------------- |
| م               | عداء                        | مرتبة           |
| 51              | أنا فان دير بريغين          | 4               |
| 52              | إيفا بورمان                 | لم يكمل السباق  |
| 53              | كارول آن كانويل (طريق)      | 9               |
| 54              | Lonneke Uneken ‏             | لم يكمل السباق  |
| 55              | كريستين ماجروس (طريق)       | لم يكمل السباق  |
| 56              | Chantal van den Broek-Blaak | 29              |

| كانيون–إس آر إيه إم ‏ CSR | كانيون–إس آر إيه إم ‏ CSR | كانيون–إس آر إيه إم ‏ CSR |
| ------------------------ | ------------------------ | ------------------------ |
| م                        | عداء                     | مرتبة                    |
| 61                       | ألينا أمياليوسيك         | 28                       |
| 62                       | هانا بارنز               | 39                       |
| 63                       | إيلينا سيتشيني           | لم يكمل السباق           |
| 64                       | إيلا هاريس               | لم يبدأ                  |
| 65                       | كاتارزينا نيفيادوما      | لم يكمل السباق           |
| 66                       | Omer Shapira ‏ (طريق)     | 19                       |

| ليف ريسينغ ‏ CCC | ليف ريسينغ ‏ CCC    | ليف ريسينغ ‏ CCC |
| --------------- | ------------------ | --------------- |
| م               | عداء               | مرتبة           |
| 71              | ماريان فوس         | 6               |
| 72              | صوفيا بيرتيزولو    | لم يكمل السباق  |
| 73              | Jeanne Korevaar ‏   | 41              |
| 74              | آشلي مولمان (طريق) | لم يبدأ         |
| 75              | ثريا بالادين       | 35              |
| 76              | Sabrina Stultiens ‏ | 18              |

| Ceratizit Pro Cycling ‏ WNT | Ceratizit Pro Cycling ‏ WNT | Ceratizit Pro Cycling ‏ WNT |
| -------------------------- | -------------------------- | -------------------------- |
| م                          | عداء                       | مرتبة                      |
| 81                         | إيريكا ماجندي              | لم يكمل السباق             |
| 82                         | ليزا برينور (طريق)         | 8                          |
| 83                         | ماريا جوليا كونفالونيري    | 22                         |
| 84                         | Sarah Rijkes ‏              | لم يكمل السباق             |
| 85                         | أني سانستيبان              | 15                         |
| 86                         | Lea Lin Teutenberg ‏        | لم يكمل السباق             |

| فريق كوجياس ميتلر لوك برو للدراجات ‏ CGS | فريق كوجياس ميتلر لوك برو للدراجات ‏ CGS | فريق كوجياس ميتلر لوك برو للدراجات ‏ CGS |
| --------------------------------------- | --------------------------------------- | --------------------------------------- |
| م                                       | عداء                                    | مرتبة                                   |
| 91                                      | Annabel Fisher ‏                         | لم يكمل السباق                          |
| 92                                      | Katharina Hechler ‏                      | لم يكمل السباق                          |
| 93                                      | Lara Krähemann ‏                         | لم يكمل السباق                          |
| 96                                      | Noemi Rüegg ‏                            | لم يكمل السباق                          |

| Équipe Paule Ka ‏ EPK | Équipe Paule Ka ‏ EPK | Équipe Paule Ka ‏ EPK |
| -------------------- | -------------------- | -------------------- |
| م                    | عداء                 | مرتبة                |
| 101                  | Elizabeth Banks      | 40                   |
| 102                  | Elise Chabbey ‏       | 26                   |
| 103                  | Niamh Fisher-Black ‏  | لم يكمل السباق       |
| 104                  | كلارا كوبينبرج       | لم يبدأ              |
| 105                  | Mikayla Harvey ‏      | 12                   |
| 106                  | ليا توماس            | 3                    |

| Isolmant–Premac–Vittoria ‏ SBT | Isolmant–Premac–Vittoria ‏ SBT | Isolmant–Premac–Vittoria ‏ SBT |
| ----------------------------- | ----------------------------- | ----------------------------- |
| م                             | عداء                          | مرتبة                         |
| 111                           | Alice Gasparini ‏              | لم يكمل السباق                |
| 112                           | Francesca Pisciali ‏           | لم يكمل السباق                |
| 113                           | Beatrice Rossato ‏             | لم يكمل السباق                |
| 114                           | Arianna Sessi ‏                | لم يكمل السباق                |
| 115                           | Lina Svarinska ‏               | لم يكمل السباق                |

| FDJ–Suez ‏ FDJ | FDJ–Suez ‏ FDJ       | FDJ–Suez ‏ FDJ  |
| ------------- | ------------------- | -------------- |
| م             | عداء                | مرتبة          |
| 121           | سيسيلي أوتوب لودفيغ | 7              |
| 122           | برودي شابمان        | 30             |
| 123           | أوجيني دوفال        | لم يكمل السباق |
| 124           | إميليا فهلين        | لم يكمل السباق |
| 125           | Stine Borgli ‏       | لم يكمل السباق |
| 126           | Évita Muzic ‏        | 44             |

| لوتو بيليسول للسيدات ‏ LSL | لوتو بيليسول للسيدات ‏ LSL | لوتو بيليسول للسيدات ‏ LSL |
| ------------------------- | ------------------------- | ------------------------- |
| م                         | عداء                      | مرتبة                     |
| 131                       | Arianna Fidanza ‏          | لم يكمل السباق            |
| 132                       | Teuntje Beekhuis ‏         | لم يكمل السباق            |
| 133                       | Dani Christmas ‏           | لم يكمل السباق            |
| 134                       | Lone Meertens ‏            | لم يكمل السباق            |
| 135                       | Abby-Mae Parkinson ‏       | لم يكمل السباق            |
| 136                       | Julie Van de Velde ‏       | 24                        |

| موفيستار للسيدات ‏ MOV | موفيستار للسيدات ‏ MOV         | موفيستار للسيدات ‏ MOV |
| --------------------- | ----------------------------- | --------------------- |
| م                     | عداء                          | مرتبة                 |
| 141                   | Jelena Erić (cyclist) ‏ (طريق) | لم يكمل السباق        |
| 142                   | أليسيا غونزاليس بلانكو        | لم يكمل السباق        |
| 143                   | إيدر ميرينو كورتازار          | 25                    |
| 144                   | Lourdes Oyarbide ‏ (طريق)      | لم يكمل السباق        |
| 145                   | Paula Patiño ‏                 | لم يكمل السباق        |
| 146                   | Alba Teruel Ribes ‏            | لم يكمل السباق        |

| باركهوتل فالكنبورغ ‏ PHV | باركهوتل فالكنبورغ ‏ PHV | باركهوتل فالكنبورغ ‏ PHV |
| ----------------------- | ----------------------- | ----------------------- |
| م                       | عداء                    | مرتبة                   |
| 151                     | ديمي فوليرينغ           | 20                      |
| 152                     | Nina Buijsman ‏          | لم يكمل السباق          |
| 153                     | رومي كاسبر              | لم يكمل السباق          |
| 154                     | أنوسكا كوستر            | لم يكمل السباق          |
| 155                     | Karlijn Swinkels ‏       | لم يكمل السباق          |
| 156                     | Nancy van der Burg ‏     | لم يكمل السباق          |

| Servetto–Makhymo–Beltrami TSA ‏ SER | Servetto–Makhymo–Beltrami TSA ‏ SER | Servetto–Makhymo–Beltrami TSA ‏ SER |
| ---------------------------------- | ---------------------------------- | ---------------------------------- |
| م                                  | عداء                               | مرتبة                              |
| 161                                | Anna Potokina ‏                     | لم يكمل السباق                     |
| 162                                | Francesca Baroni ‏                  | لم يكمل السباق                     |
| 163                                | Sara Casasola ‏                     | لم يكمل السباق                     |
| 164                                | Kseniya Dobrynina ‏                 | لم يكمل السباق                     |
| 165                                | Rosalia Ortiz‏                      | لم يكمل السباق                     |
| 166                                | Elis Simeoni‏                       | لم يكمل السباق                     |

| فريق سنويب للسيدات ‏ SUN | فريق سنويب للسيدات ‏ SUN | فريق سنويب للسيدات ‏ SUN |
| ----------------------- | ----------------------- | ----------------------- |
| م                       | عداء                    | مرتبة                   |
| 171                     | ليا كيرشمان             | لم يكمل السباق          |
| 172                     | فرانشيسكا كوش ‏          | 38                      |
| 173                     | جولييت لابوس            | لم يكمل السباق          |
| 174                     | ليان ليبرت              | 16                      |
| 175                     | فلورتجي ماكايج          | لم يكمل السباق          |
| 176                     | Coryn Rivera            | لم يكمل السباق          |

| EF Education–Tibco–SVB ‏ TIB | EF Education–Tibco–SVB ‏ TIB | EF Education–Tibco–SVB ‏ TIB |
| --------------------------- | --------------------------- | --------------------------- |
| م                           | عداء                        | مرتبة                       |
| 181                         | Diana Peñuela ‏              | 27                          |
| 183                         | ليا ديكسون ‏                 | لم يكمل السباق              |
| 185                         | نينا كيسلر                  | لم يكمل السباق              |
| 186                         | لورين ستيفنز                | 42                          |

| توب قيرلز فسى برتولو ‏ TOP | توب قيرلز فسى برتولو ‏ TOP | توب قيرلز فسى برتولو ‏ TOP |
| ------------------------- | ------------------------- | ------------------------- |
| م                         | عداء                      | مرتبة                     |
| 191                       | Giorgia Bariani ‏          | لم يكمل السباق            |
| 192                       | Greta Marturano ‏          | لم يكمل السباق            |
| 193                       | Gaia Masetti ‏             | لم يكمل السباق            |
| 194                       | Debora Silvestri ‏         | لم يكمل السباق            |
| 195                       | Laura Tomasi ‏             | لم يكمل السباق            |
| 196                       | Giorgia Vettorello ‏       | لم يكمل السباق            |

| Lidl–Trek (women's team) ‏ TFS | Lidl–Trek (women's team) ‏ TFS | Lidl–Trek (women's team) ‏ TFS |
| ----------------------------- | ----------------------------- | ----------------------------- |
| م                             | عداء                          | مرتبة                         |
| 201                           | لوسيندا براند                 | لم يكمل السباق                |
| 202                           | Lizzie Deignan                | 37                            |
| 203                           | إليسا ونغو بورغيني            | 5                             |
| 204                           | Ellen van Dijk                | 17                            |
| 205                           | تايلر وايلز                   | لم يكمل السباق                |
| 206                           | روث ويندر (طريق)              | لم يكمل السباق                |

| فالكار سيلانس ‏ VAL | فالكار سيلانس ‏ VAL | فالكار سيلانس ‏ VAL |
| ------------------ | ------------------ | ------------------ |
| م                  | عداء               | مرتبة              |
| 211                | إليسا بالسامو      | 33                 |
| 212                | Teniel Campbell ‏   | لم يكمل السباق     |
| 213                | مارتا كافالي       | لم يكمل السباق     |
| 214                | Silvia Persico ‏    | لم يكمل السباق     |
| 215                | إيلينا بيروني      | 36                 |
| 216                | Ilaria Sanguineti ‏ | 34                 |

## التصنيف العام النهائي
| \| التصنيف العام \| التصنيف العام \| التصنيف العام \| التصنيف العام \| التصنيف العام \| \| المتسابقة \| المتسابقة \| الفريق \| الوقت \| \| \| ------------- \| ------------------------ \| ------------------------------------- \| ------------- \| ------------- \| \| 1 \| أنيميك فان فليوتن \| Liv AlUla Jayco [الإنجليزية]‏ \| 4 س 03 د 54 ث \| \| \| 2 \| مارغريتا فيكتوريا غارسيا \| يو أي أيه تيم [الإنجليزية]‏ \| + 22 ث \| \| \| 3 \| ليا توماس \| Équipe Paule Ka [الإنجليزية]‏ \| + 1 د 53 ث \| \| \| 4 \| أنا فان دير بريغين \| إس دي وركس [الإنجليزية]‏ \| + 2 د 05 ث \| \| \| 5 \| إليسا ونغو بورغيني \| Lidl–Trek (women's team) [الإنجليزية]‏ \| + 2 د 11 ث \| \| \| 6 \| ماريان فوس \| ليف ريسينغ [الإنجليزية]‏ \| + 2 د 26 ث \| \| \| 7 \| سيسيلي أوتوب لودفيغ \| FDJ–Suez [الإنجليزية]‏ \| + 2 د 40 ث \| \| \| 8 \| ليزا برينور \| Ceratizit Pro Cycling [الإنجليزية]‏ \| + 3 د 26 ث \| \| \| 9 \| كارول آن كانويل \| إس دي وركس [الإنجليزية]‏ \| + 4 د 20 ث \| \| \| 10 \| مارتا باستيانيلي \| يو أي أيه تيم [الإنجليزية]‏ \| + 5 د 20 ث \| \| |                          |                           |               |  |
| |                          |                           |               |  |
| مصدر: Cycling Quotient |                          |                           |               |  |
| التصنيف العام |                          |                           |               |  |
| المتسابقة | المتسابقة                | الفريق                    | الوقت         |  |
| 1 | أنيميك فان فليوتن        | Liv AlUla Jayco ‏          | 4 س 03 د 54 ث |  |
| 2 | مارغريتا فيكتوريا غارسيا | يو أي أيه تيم ‏            | + 22 ث        |  |
| 3 | ليا توماس                | Équipe Paule Ka ‏          | + 1 د 53 ث    |  |
| 4 | أنا فان دير بريغين       | إس دي وركس ‏               | + 2 د 05 ث    |  |
| 5 | إليسا ونغو بورغيني       | Lidl–Trek (women's team) ‏ | + 2 د 11 ث    |  |
| 6 | ماريان فوس               | ليف ريسينغ ‏               | + 2 د 26 ث    |  |
| 7 | سيسيلي أوتوب لودفيغ      | FDJ–Suez ‏                 | + 2 د 40 ث    |  |
| 8 | ليزا برينور              | Ceratizit Pro Cycling ‏    | + 3 د 26 ث    |  |
| 9 | كارول آن كانويل          | إس دي وركس ‏               | + 4 د 20 ث    |  |
| 10 | مارتا باستيانيلي         | يو أي أيه تيم ‏            | + 5 د 20 ث    |  |

### تصنيف النقاط
| \| تصنيف النقاط \| تصنيف النقاط \| تصنيف النقاط \| تصنيف النقاط \| تصنيف النقاط \| \| المتسابقة \| المتسابقة \| الفريق \| النقاط \| \| \| ------------ \| ------------------------ \| --------------------------------------------- \| ------------ \| ------------ \| \| 1 \| ليان ليبرت \| فريق سنويب للسيدات [الإنجليزية]‏ \| 424 نقطة \| \| \| 2 \| أنيميك فان فليوتن \| Liv AlUla Jayco [الإنجليزية]‏ \| 400 نقطة \| \| \| 3 \| مارغريتا فيكتوريا غارسيا \| يو أي أيه تيم [الإنجليزية]‏ \| 320 نقطة \| \| \| 4 \| أرلينيس سيرا \| أيه آر مونكس برو سيكلينج للسيدات [الإنجليزية]‏ \| 320 نقطة \| \| \| 5 \| أماندا سبرات \| Liv AlUla Jayco [الإنجليزية]‏ \| 300 نقطة \| \| \| 6 \| ليا توماس \| Équipe Paule Ka [الإنجليزية]‏ \| 260 نقطة \| \| \| 7 \| أنا فان دير بريغين \| إس دي وركس [الإنجليزية]‏ \| 220 نقطة \| \| \| 8 \| تايلر وايلز \| Lidl–Trek (women's team) [الإنجليزية]‏ \| 220 نقطة \| \| \| 9 \| إليسا ونغو بورغيني \| Lidl–Trek (women's team) [الإنجليزية]‏ \| 180 نقطة \| \| \| 10 \| ليا كيرشمان \| فريق سنويب للسيدات [الإنجليزية]‏ \| 180 نقطة \| \| |                          |                                   |          |  |
| |                          |                                   |          |  |
| مصدر: Cycling Quotient |                          |                                   |          |  |
| تصنيف النقاط |                          |                                   |          |  |
| المتسابقة | المتسابقة                | الفريق                            | النقاط   |  |
| 1 | ليان ليبرت               | فريق سنويب للسيدات ‏               | 424 نقطة |  |
| 2 | أنيميك فان فليوتن        | Liv AlUla Jayco ‏                  | 400 نقطة |  |
| 3 | مارغريتا فيكتوريا غارسيا | يو أي أيه تيم ‏                    | 320 نقطة |  |
| 4 | أرلينيس سيرا             | أيه آر مونكس برو سيكلينج للسيدات ‏ | 320 نقطة |  |
| 5 | أماندا سبرات             | Liv AlUla Jayco ‏                  | 300 نقطة |  |
| 6 | ليا توماس                | Équipe Paule Ka ‏                  | 260 نقطة |  |
| 7 | أنا فان دير بريغين       | إس دي وركس ‏                       | 220 نقطة |  |
| 8 | تايلر وايلز              | Lidl–Trek (women's team) ‏         | 220 نقطة |  |
| 9 | إليسا ونغو بورغيني       | Lidl–Trek (women's team) ‏         | 180 نقطة |  |
| 10 | ليا كيرشمان              | فريق سنويب للسيدات ‏               | 180 نقطة |  |

### تصنيف أفضل شاب
| \| تصنيف أفضل شابة \| تصنيف أفضل شابة \| تصنيف أفضل شابة \| تصنيف أفضل شابة \| تصنيف أفضل شابة \| \| المتسابقة \| المتسابقة \| الفريق \| الوقت \| \| \| --------------- \| --------------------------- \| --------------------------------------------- \| --------------- \| --------------- \| \| 1 \| ليان ليبرت \| فريق سنويب للسيدات [الإنجليزية]‏ \| \| \| \| 2 \| Mikayla Harvey [الإنجليزية]‏ \| Équipe Paule Ka [الإنجليزية]‏ \| \| \| \| 3 \| إيلا هاريس \| كانيون–إس آر إيه إم [الإنجليزية]‏ \| \| \| \| 4 \| Katia Ragusa [الإنجليزية]‏ \| أيه آر مونكس برو سيكلينج للسيدات [الإنجليزية]‏ \| \| \| \| 5 \| جولييت لابوس \| فريق سنويب للسيدات [الإنجليزية]‏ \| \| \| |                 |                                   |       |  |
| |                 |                                   |       |  |
| مصدر: Cycling Quotient |                 |                                   |       |  |
| تصنيف أفضل شابة |                 |                                   |       |  |
| المتسابقة | المتسابقة       | الفريق                            | الوقت |  |
| 1 | ليان ليبرت      | فريق سنويب للسيدات ‏               |       |  |
| 2 | Mikayla Harvey ‏ | Équipe Paule Ka ‏                  |       |  |
| 3 | إيلا هاريس      | كانيون–إس آر إيه إم ‏              |       |  |
| 4 | Katia Ragusa ‏   | أيه آر مونكس برو سيكلينج للسيدات ‏ |       |  |
| 5 | جولييت لابوس    | فريق سنويب للسيدات ‏               |       |  |

## تصنيف الفرق

### الفرق حسب النقاط
| \| ترتيب الفرق حسب النقاط \| ترتيب الفرق حسب النقاط \| ترتيب الفرق حسب النقاط \| ترتيب الفرق حسب النقاط \| \| الفريق \| الفريق \| النقاط \| \| \| ---------------------- \| --------------------------------------------- \| ---------------------- \| ---------------------- \| \| 1 \| فريق سنويب للسيدات 2020 [الإنجليزية]‏ \| 748 نقطة \| \| \| 2 \| Liv AlUla Jayco [الإنجليزية]‏ \| 724 نقطة \| \| \| 3 \| Lidl–Trek (women's team) [الإنجليزية]‏ \| 572 نقطة \| \| \| 4 \| يو أي أيه تيم [الإنجليزية]‏ \| 444 نقطة \| \| \| 5 \| أيه آر مونكس برو سيكلينج للسيدات [الإنجليزية]‏ \| 360 نقطة \| \| \| 6 \| Équipe Paule Ka [الإنجليزية]‏ \| 332 نقطة \| \| \| 7 \| إس دي وركس [الإنجليزية]‏ \| 316 نقطة \| \| \| 8 \| FDJ–Suez [الإنجليزية]‏ \| 280 نقطة \| \| \| 9 \| ليف ريسينغ [الإنجليزية]‏ \| 172 نقطة \| \| \| 10 \| EF Education–Tibco–SVB [الإنجليزية]‏ \| 160 نقطة \| \| |                                   |          |  |
| |                                   |          |  |
| مصدر: Cycling Quotient |                                   |          |  |
| ترتيب الفرق حسب النقاط |                                   |          |  |
| الفريق | الفريق                            | النقاط   |  |
| 1 | فريق سنويب للسيدات 2020 ‏          | 748 نقطة |  |
| 2 | Liv AlUla Jayco ‏                  | 724 نقطة |  |
| 3 | Lidl–Trek (women's team) ‏         | 572 نقطة |  |
| 4 | يو أي أيه تيم ‏                    | 444 نقطة |  |
| 5 | أيه آر مونكس برو سيكلينج للسيدات ‏ | 360 نقطة |  |
| 6 | Équipe Paule Ka ‏                  | 332 نقطة |  |
| 7 | إس دي وركس ‏                       | 316 نقطة |  |
| 8 | FDJ–Suez ‏                         | 280 نقطة |  |
| 9 | ليف ريسينغ ‏                       | 172 نقطة |  |
| 10 | EF Education–Tibco–SVB ‏           | 160 نقطة |  |